# 1Ł222 Awtobaza
1Ł222 Awtobaza (ros. 1Л222 «Автобаза») – rosyjski pasywny system walki elektronicznej.

## Historia
System został opracowany przez Wszechrosyjski Naukowo-Badawczy Instytut „Gradient”, jego produkcją zajął się NPO „Kwant” w Nowogorodzie. W 2011 r. wszedł do służby w siłach zbrojnych Rosji. Zadaniem systemu jest pasywne wykrywanie pracujących stacji radarowych, radarów obserwacji bocznej, radarów kontroli uzbrojenia oraz radarów zapewniających wsparcie dla samolotów wykonujących loty na niskiej wysokości. System działa automatycznie, w jego skład wchodzą również stacje zagłuszające SPN-2 i SPN-4, którym dostarcza informacje o wykrytych stacjach przeciwnika (azymut, wysokość i częstotliwość). System ma możliwość wykrywania celów w czasie 15 ms przy 12 obrotach anteny na sekundę oraz 30 ms przy 6 obrotach na sekundę. W skład systemu wchodzi pojazd na podwoziu Ural-43203 wyposażony w antenę oraz pojazd zasilający zamontowany na podwoziu KamAZ-4310. System można doprowadzić do stanu gotowości bojowej w 3-5 minut, natomiast na jego zwinięcie i przejście do marszu potrzeba ok. 45 min.
Prace rozwojowe doprowadziły do powstania modyfikacji systemu oznaczonej jako Awtobaza-M, która została zaprezentowana w 2013 r. w ramach pokazów MAKS-2013. Zespołem konstrukcyjnym kierował Aleksander Sarkisjan. System daje możliwość rozpoznawania do 150 sygnałów z odległości 350-400 km. W skład zmodernizowanego systemu wchodzą cztery odbiorniki oraz stacja przetwarzania danych.